# Cytostatique
Cytostatique fait référence à un composant cellulaire ou à un médicament qui inhibe la division cellulaire. Cet état s'appelle la cytostase (cyto - cellule ; stase - arrêt).
La cytostase est une condition préalable importante pour les organismes multicellulaires structurés. Sans régulation de la croissance et de la division cellulaires, seuls des amas de cellules non organisés seraient possibles.
La chimiothérapie du cancer, le traitement des maladies de la peau et le traitement des infections sont des cas d'utilisation courants des médicaments cytostatiques. Les produits hygiéniques actifs contiennent généralement des substances cytostatiques.
Les mécanismes et les médicaments cytostatiques sont généralement associés aux mécanismes et aux médicaments cytotoxiques.

## Activateurs
L'oxyde nitrique - les macrophages activés produisent de grandes quantités d'oxyde nitrique (NO), qui induit à la fois la cytostase et la cytotoxicité des cellules tumorales in vitro et in vivo. La cytostase induite par l'oxyde nitrique cible la ribonucléotide réductase par une inhibition rapide et réversible. Cependant, d'autres études montrent que d'autres cibles pourraient être responsables de la production d'une cytostase durable dans les cellules.
Lipopolysaccharide (LPS) et protéine associée à la lipide A - des études ont démontré que le LPS et la LAP sont de puissants activateurs de macrophages qui stimulent l'activité tumoricide (cytostatique) in vitro. Il a été démontré que la LAP et la LPS stimulent les macrophages C3H/HeJ pour qu'ils tuent les cellules tumorales ciblées. Il a été conclu que les LAP peuvent délivrer au moins un des signaux de déclenchement nécessaires à l'induction d'une activité macrophagique conduisant à la cytostase. 
Acides gras polyinsaturés - Les acides gras polyinsaturés N-3 et n-6 ont un effet distinct sur la croissance cellulaire de certaines cellules urothéliales humaines. Des concentrations cystostatiques d'AGPI n-3 et n-6 n'ont pas induit d'apoptose, mais ont provoqué un arrêt permanent de la croissance cellulaire en affectant le cycle cellulaire. L'étude montre que les métabolites de la voie de la  lipoxygénase sont impliqués dans l'antiprolifération induite par les AGPI. Cependant, l'activité cytostatique des AGPI n'est pas spécifique à la tumeur. 

## Utilisations médicales
Les agents cytostatiques sont bénéfiques dans la lutte contre les tumeurs grâce à leur capacité à induire un arrêt de la croissance cellulaire.
Cancer du sein - Une étude indique que l'oxyde nitrique (NO)  est capable d'avoir un effet cytostatique sur la lignée cellulaire du cancer du sein humain MDA-MB-231. Non seulement l'oxyde nitrique arrête la croissance cellulaire, mais l'étude montre qu'il peut également induire l'apoptose après que les cellules cancéreuses ont été exposées au NO pendant 48 heures.
Épithélium malin - Les acides gras polyinsaturés à longue chaîne inhibent la division cellulaire, provoquent l'arrêt du cycle cellulaire et peuvent induire la mort cellulaire dans les cellules épithéliales malignes de divers organes tissulaires in vitro.